# Aéroport international d'Albuquerque
Pour les articles homonymes, voir ABQ.
L'aéroport international d'Albuquerque (connu comme Albuquerque International Sunport) (code IATA : ABQ • code OACI : KABQ) est un aéroport situé près de la ville d'Albuquerque, dans l'État du Nouveau-Mexique, aux États-Unis. L'aéroport dessert également Santa Fe, la capitale de l'état, bien que cette dernière possède elle-même un aéroport.
C'est le cinquante-huitième aéroport nord-américain avec plus de 5,8 millions de passagers qui y ont transité en 2009, il représente le plus grand aéroport de l'état.
Il est adjacent à la Kirtland Air Force Base qui utilise les mêmes pistes et représente plus de 16 % des 192 000 mouvements aériens en 2006 et 18 % des 322 aéronefs stationnant sur cet aéroport à cette date.

## Statistiques
Pour des raisons techniques, il est temporairement impossible d'afficher le graphique qui aurait dû être présenté ici.

Voir la requête brute et les sources sur Wikidata.

### Zoom sur l'impact du covid de 2019-2020
Pour des raisons techniques, il est temporairement impossible d'afficher le graphique qui aurait dû être présenté ici.

Voir la requête brute et les sources sur Wikidata.

## Compagnies et destinations
| Compagnies         | Destinations | Refs   |
| ------------------ | --- | ------ |
| Advanced Air       | Silver City (NM) (en) | ,      |
| Alaska Airlines    | Portland, Seattle-Tacoma | [ 4 ]  |
| Allegiant Air      | Austin-Bergstrom, Las Vegas-Harry-Reid En saison : Orlando-Sanford | ,      |
| American Airlines  | Chicago-O'Hare, Dallas-Fort Worth, Phoenix-Sky Harbor | [ 8 ]  |
| American Eagle     | Chicago-O'Hare, Dallas-Fort Worth, Los Angeles, Phoenix-Sky Harbor | [ 8 ]  |
| Boutique Air       | Cavern City Air Terminal | [ 9 ]  |
| Delta Air Lines    | Atlanta H.-Jackson, Salt Lake City En saison : Minneapolis-Saint-Paul | [ 10 ] |
| Delta Connection   | Los Angeles, Salt Lake City | [ 10 ] |
| Frontier Airlines  | Denver | ,      |
| JetBlue            | New York-John F. Kennedy | ,      |
| Southwest Airlines | Austin-Bergstrom, Baltimore-T. Marshall, Chicago-Midway, Dallas-Love Field, Denver, Houston-W. P. Hobby, Kansas City, Las Vegas-Harry-Reid, Los Angeles, Oakland, Phoenix-Sky Harbor, San Diego, San José (Californie) | [ 13 ] |
| United Airlines    | Denver En saison : Chicago-O'Hare, Houston-George Bush | [ 14 ] |
| United Express     | Chicago-O'Hare, Denver, Houston-George Bush, San Francisco | [ 14 ] |

Édité le 22/02/2020